# Fitarikandro Soa Firegnina
 (août 2016).
Si vous disposez d'ouvrages ou d'articles de référence ou si vous connaissez des sites web de qualité traitant du thème abordé ici, merci de compléter l'article en donnant les références utiles à sa vérifiabilité et en les liant à la section « Notes et références ».
Fitarikandro ny Soa Firaignina (F.S.F.) est un club de football malgache.

## Historique
En dialecte Betsileo, "Soa Firaignina" veut dire "Tsara filalao", qui pratique le beau jeu.
Le Fitarikandro Soa Firaignina était un des clubs phares de la ville de Fianarantsoa des années 1960-1990. Puis, vers les années 1970, le club de Maintsovolo était né, composé des jeunes joueurs talentueux tels que les frères Rabemananjara (Kiki et Alban). Maintsovolo avait alors pris le dessus sur l’Akon’Ambatomena et le Fitarikandro Soa Firegnina, et pour faire face à cette domination, les deux "anciens" ont fusionné pour donner naissance à l’Akon’ny Soa Firaignina (ASF).
Par la suite, l’Akon’ny Soa Firaignina a pris le dessus sur Maintsovolo, qui a vu les frères Rabemananjara partir vers l’AS Sotema. Depuis, le début des années 1980, l’Akon’ny Soa Firaignina a entamé un règne sans partage de près de vingt ans dans la province de Fianarantsoa. C’était le club où tous les jeunes footballeurs du Bestileo rêvent de jouer. Ce qui a beaucoup facilité la tâche des recruteurs du FC BFV : Rôrô, Tipeh, Ralala, Lida Kely, Mamy Kely, ont tous été des joueurs de l’Akon’ny Soa Firaignina.
Sur le plan national, l’Akon’ny Soa Firaignina a fait preuve d’une régularité sans égale au cours des années 1980 et 1990. Même s’il n’a décroché le titre champion de Madagascar qu’une seule fois, en 1990, il a toujours atteint au moins les demi-finales.
Mais, dans les années 1990, l’équipe de Maintsovolo a disparu de la circulation, le Fitarikandro Soa Firaignina a refait surface, et depuis l’Akon’Ambatomena a logiquement repris l’ancien nom d’Akon’ Ambatomena.

## Palmarès
- Championnat de Madagascar
  - Champion : 1968, 1978, 1990

## Effectif entre (1968-1991)
- Donné Kely
- Paul
- Omer
- Claude Rasamy
- Rolland Rasamy
- Lucien
- Andrianasolo
- Jean Kely
- Niky
- Solo
- Parfait
- Jean Rabary